# Olivier Debouzy
Olivier Debouzy (1960-2010) est un avocat français, spécialiste des questions stratégiques et de la dissuasion nucléaire.

## Biographie
Olivier Debouzy, né le 4 septembre 1960 à Paris, est le fils de l’historienne Marianne Debouzy née Lehmann, (1929-2021) et de Jacques Debouzy (1927-2007), professeur d’anglais à l'École normale supérieure de Saint-Cloud, figure dirigeante du Syndicat national de l'enseignement supérieur, longtemps membre du Parti communiste français.
Pendant la guerre d'Algérie, sa mère participe à la création du comité Audin qui se réunit chez ses grands-parents, rue Jean-Bart. En octobre 1961, l'OAS dépose une charge de plastic devant la porte de l'appartement, où se trouve le nourrisson. L’explosion ne fait pas de victime.
Élève au Lycée Henri-IV, diplômé de l'Institut d'études politiques de Paris et de l'École nationale d'administration (promotion Léonard de Vinci), Olivier Debouzy est engagé en 1985 au Quai d'Orsay comme diplomate au service des affaires stratégiques et du désarmement.
En 1989, après un an à Londres en tant que Research Fellow à l'International Institute for Strategic Studies, il devient conseiller diplomatique à la Direction des applications militaires du Commissariat à l'énergie atomique (CEA).
Quittant l'administration en 1991 pour exercer la profession d'avocat au barreau de Paris, il cofonde en 1995 avec Gilles August le cabinet August Debouzy. À partir de 2001, il est également avocat à l'ordre francophone du barreau de Bruxelles.
Expert reconnu des questions de géopolitique et de défense, en particulier de la dissuasion nucléaire,,,,, il est un contributeur des revues Politique étrangère et Commentaire.
Il est membre, entre autres organisations, du comité consultatif de la RAND Corporation et du conseil de l'International Institute for Strategic Studies, ainsi que du Siècle et de l'Automobile Club de France. À partir de 2008, il est conseiller d'Israel Aerospace Industries en France.
Du fait de ses connexions avec l'entourage de Nicolas Sarkozy – il est un partisan de longue date de la réintégration de la France dans le commandement intégré de l'OTAN –, Olivier Debouzy fait partie des deux derniers candidats retenus pour le poste de directeur général de la Sécurité extérieure,. C’est finalement Érard Corbin de Mangoux qui est choisi par l'Élysée.
En décembre 2009, réagissant à des révélations concernant le programme nucléaire militaire de l'Iran, il préconise dans le Wall Street Journal un durcissement drastique des sanctions économiques par l’instauration d'un blocus maritime dans le Golfe Persique – voire des frappes militaires préventives ciblant les installations suspectes de la république islamique, qui seraient menées conjointement par les États-Unis, la France, le Royaume-Uni et Israël. Critiquant l'attitude distante et « opaque » de l'administration Obama vis-à-vis de ses alliés historiques, il écrit qu'un échec des Américains à imposer de solides garanties de sécurité aux Iraniens risquerait d’aboutir à une prolifération nucléaire au Moyen-Orient,.
Il meurt subitement à Paris le 18 avril 2010, à 49 ans. Ses obsèques ont lieu en la cathédrale Saint-Louis-des-Invalides,.
Depuis 2011, le Club des juristes et le cabinet August Debouzy décernent chaque année un Prix Olivier Debouzy, qui récompense une « production juridique décalée, originale ou subversive, ».

## Décoration
- Chevalier de la Légion d'honneur (2007[17])